# Ropica squamulosa
Ropica squamulosa là một loài bọ cánh cứng trong họ Cerambycidae.